# Manor Park
Manor Park è un quartiere della periferia est di Londra, Inghilterra, parte del borgo londinese di Newham.

Situato a circa 13 chilometri a nord est di Charing Cross, lungo la strada che collega, fin dall'epoca romana, Londra con Colchester, Manor Park ha fatto parte del borgo conteale di East Ham, nell'Essex, finché, nel 1965, è stato aggregato alla Grande Londra e il territorio che comprendeva è diventato parte del borgo di Newham.
Come molti altri quartieri del nord-est londinese, Manor Park ha una larga popolazione di immigrati, prevalentemente dal Pakistan e dal Bangladesh e, più recentemente dalla Polonia e dalla Romania.
L'area è inclusa nel codice postale E12 dalla Royal Mail.

## Luoghi notevoli

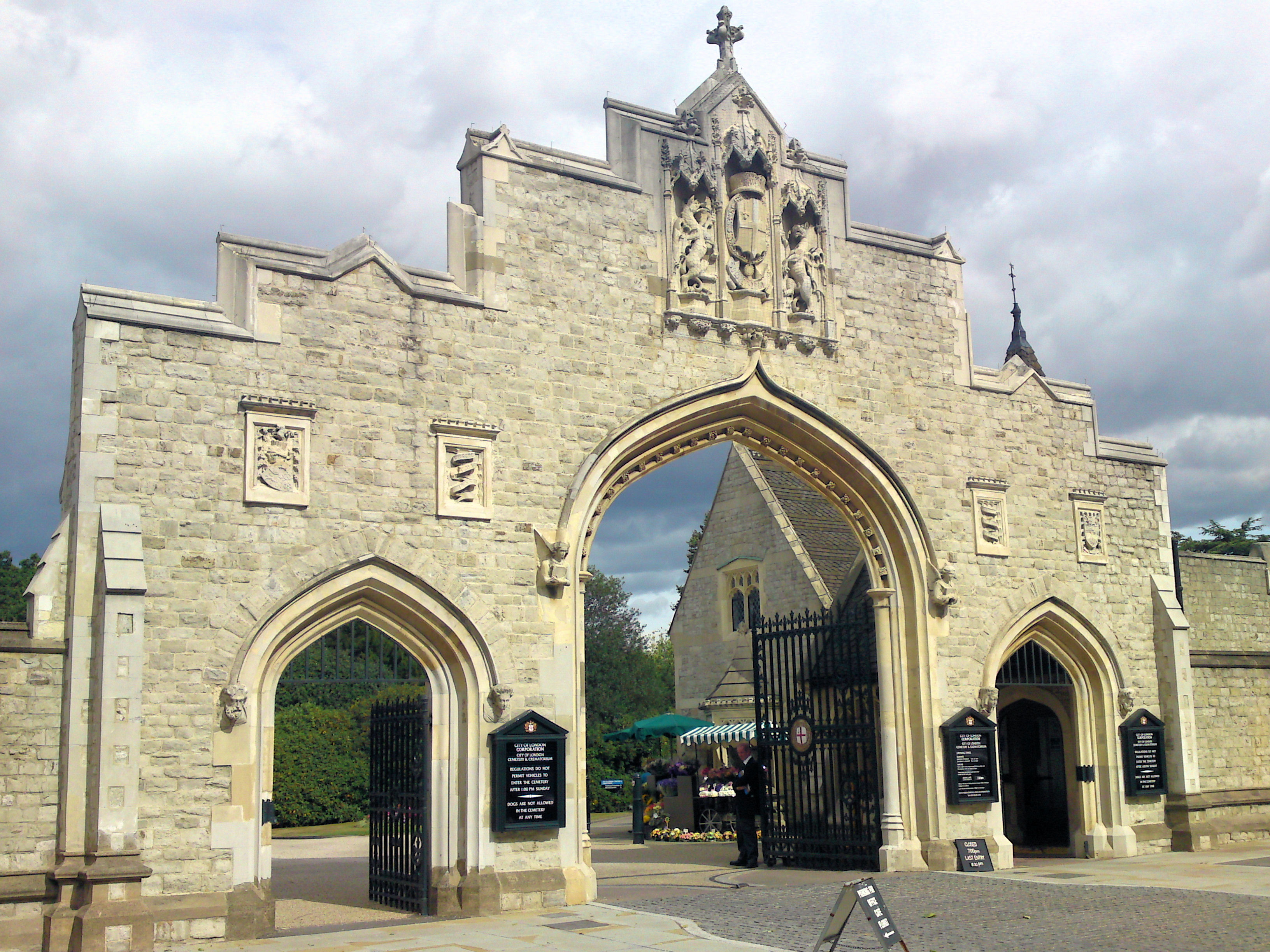
Cancello del City of London Cemetery

- "Cimitero della Città di Londra e Crematorio": è il cimitero (che ha annesso forno crematorio) più grande del Regno Unito e probabilmente d'Europa (0,81 km²). La Corporazione della Città di Londra è proprietaria e gestore del camposanto. Tutti, indipendentemente dalla loro professione religiosa, possono essere sepolti in questo cimitero.
- "Cimitero di Manor Park".

## Infrastrutture e trasporti
- TfL Rail: stazione di Manor Park

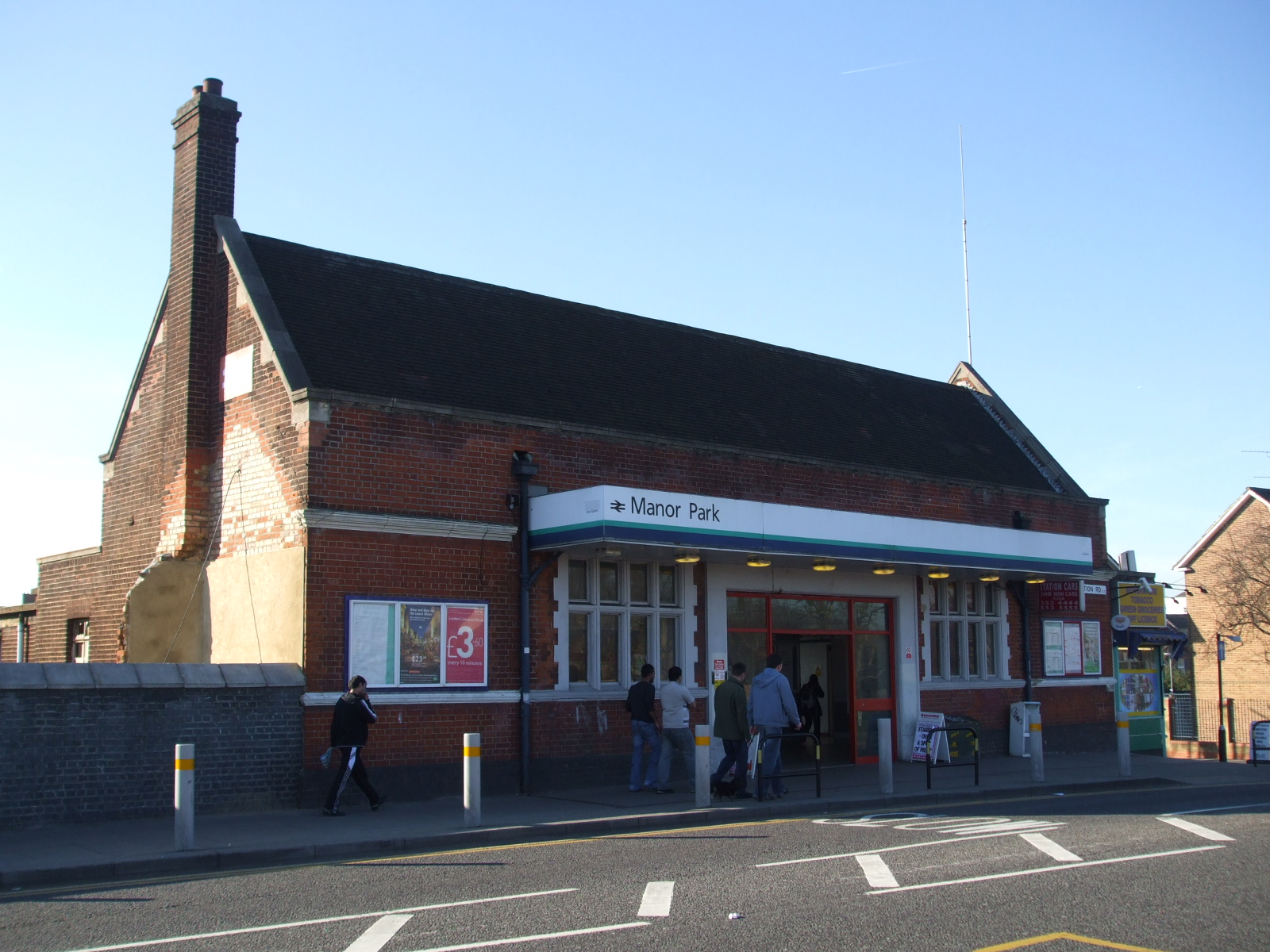
Stazione di Manor Park

Il quartiere di Manor Park è attraversato dal percorso dell'antica strada che da Londra portava a Colchester.
Il quartiere è servito dalla stazione di Manor Park, che si trova lungo la ferrovia Great Eastern Main Line (Londra Liverpool Street - Norwich), nella Travelcard Zone 3 o 4. La stazione, servita da collegamenti gestiti da Transport for London tramite il TfL Rail, verrà trasformata in una stazione della futura linea Crossrail. Un'altra stazione, che si trova al confine con il contiguo quartiere di Forest Gate, è la stazione di Woodgrange Park nella Travelcard Zone 3 o 4. Questa stazione si trova lungo la linea della Overground che collega Gospel Oak a Barking. Manor Park non è servito da alcuna linea della metropolitana ma sud del quartiere si trova la stazione di East Ham, che è una fermata della District line e della Hammersmith & City line.
Varie linee di autobus collegano Manor Park con i quartieri limitrofi e con il centro di Londra.